# Hemmi Takashi

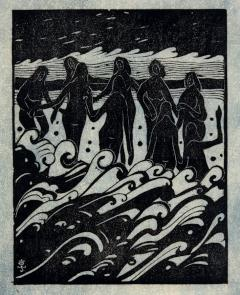
„Meerfrauen“, 1919

Hemmi Takashi (japanisch 逸見 享; 29. Januar 1895, geboren in Wakayama – 19. Oktober 1944) war in der Taishō- und Shōwa-Zeit ein japanischer Holzschnitt-Künstler der Yōga-Richtung und Dichter.

## Leben und Werk
Hemmi wurde in Wakayama geboren, ging nach Tokyo und schrieb sich an der Tōkyō in einer Hochschule in. In dieser Zeit sah er eine Ausstellung, die dem verstorbenen Tanaka Kōichi (田中 恭吉; 1892–1915) gewidmet war. Der drei Jahre ältere Tanaka stammte ebenfalls aus Wakayama und war Hemmi bereits als Dichter bekannt. Nun wurde er angeregt, sich ebenfalls mit dem Holzschnitt zu beschäftigen. Er studierte die Magazine „Heutige westliche Malerei“ (現代の洋画, Gendai no yōga) und „Die Maske“ (仮面, Kamen) und bildete sich autodidaktisch weiter.
Da Hemmi seinen Lebensunterhalt nicht mit Holzschnitten verdienen konnte, nahm er eine Arbeit in der Design-Abteilung der Firma Lion an. 1919 stellte er auf der 1. Ausstellung der „Japanischen Gesellschaft für kreativen Holzschnitt“ (日本創作版画協会, Nihon sōsaku hanga kyōkai) aus, war auch in der „Japanischen Gesellschaft für Holzschnitt“ (日本版画協会, Nihon hanga kyōkai) aktiv. Selbst weiterhin an Dichtung interessiert, gestaltete er für eine Gedichtsammlung seines Freundes Ōte Takuji (1887–1934) den Einband. Er schuf auch eine Reihe von Holzschnitten für die Sammlung „Neue hundert Ansichten von Tokyo“ (新東京百景, Shin Tōkyō hyakkei).
2015 fand im „Präfekturmuseum für moderne Kunst Wakayama“ (和歌山県立近代美術館, Wakayama kenritsu kindai bijutsukan) eine umfassende Ausstellung zum 120. Geburtstag statt.

## Bilder

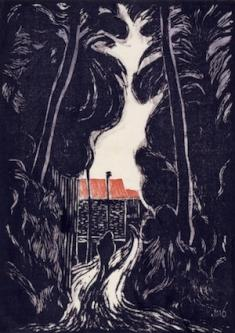
Landschaft, 1925
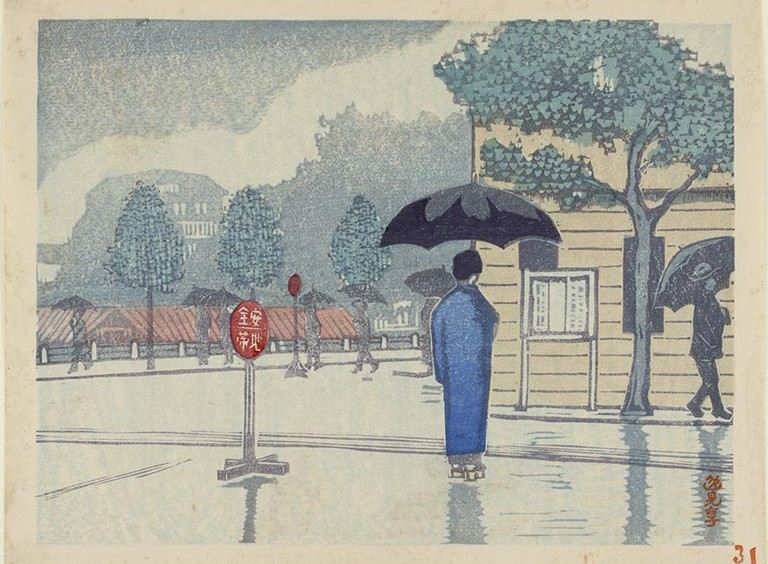
Tokyo bei Regen, ca. 1930[A 2]
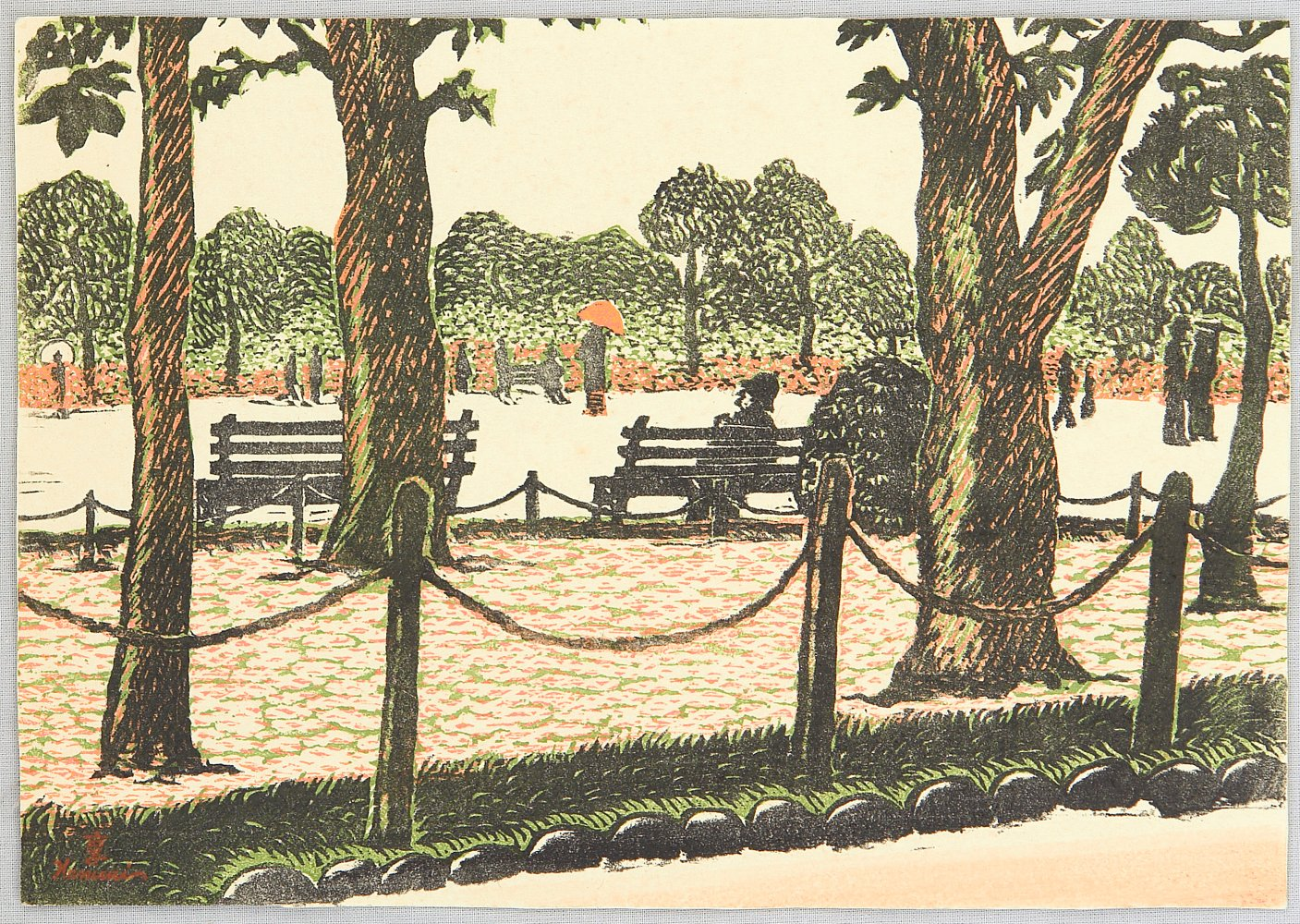
Im Park, 1931
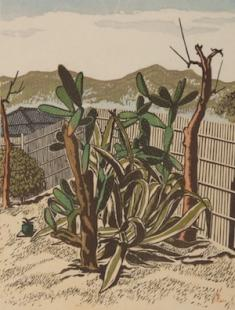
Landschaft mit Kakteen, 1932
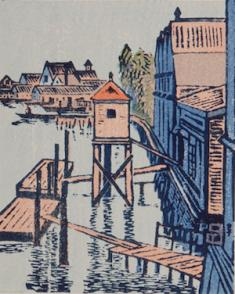
Am Anleger, 1942
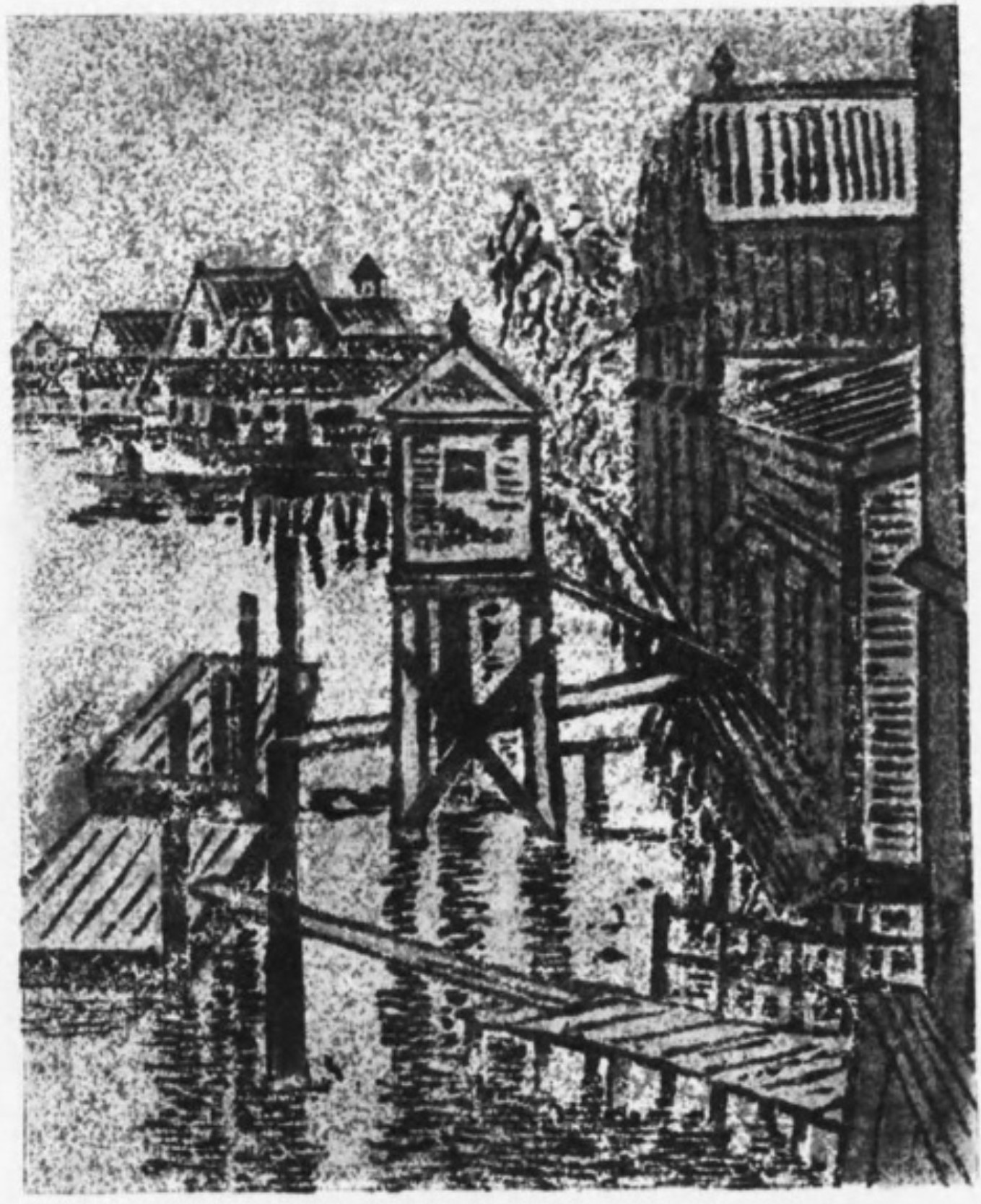
Am Anleger[A 3]